# إيرول ايفغن
إيرول ايفغن (بالتركية: Erol Evgin)‏ مواليد 16 أبريل 1947 في إسطنبول، هو ممثل تركي بدأ مسيرته الفنية عام 1969.

## وصلات خارجية
- الموقع الإلكتروني
- إيرول ايفغن على موقع IMDb (الإنجليزية)
- إيرول ايفغن على موقع ميوزك برينز (الإنجليزية)
- إيرول ايفغن على موقع ديسكوغز (الإنجليزية)
- إيرول ايفغن على موقع قاعدة بيانات الفيلم (الإنجليزية)